# Кёргёз
Кёргёз (азерб. Korgöz) — посёлок городского типа в Азербайджане. Населённый пункт имеет статус посёлка с 26 апреля 1945 года.

## География
Располагается в Гарадагском районе Баку между посёлками Кызыл-Даш и Пута.

## Этимология
Название посёлка происходит от находящегося рядом одноимённого потухшего грязевого вулкана. Образован в советские годы в связи с добычей нефти в этой местности.

## Инфраструктура
К 2009 году в посёлке имелась школа, медицинский пункт, дом культуры, библиотека.

## Население
| 1959 | 1970 | 1979 | 1989 | 2011 |
| ---- | ---- | ---- | ---- | ---- |
| 3347 | 4221 | 1301 | 1772 | 2558 |